# Compagnie des chemins de fer du Midi

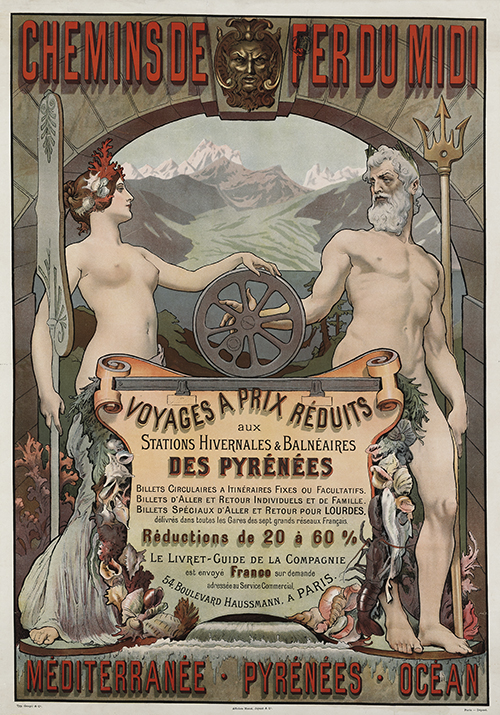
Werbeplakat der Midi für Fahrpreisermäßigungen zu den Bade- und Wintersportorten in den Pyrenäen (um 1900)

Die Compagnie des chemins de fer du Midi (kurz Midi), zunächst Compagnie des chemins de fer du Midi et du Canal latéral à la Garonne, war eine Eisenbahngesellschaft, die im Süden Frankreichs Bahnstrecken zwischen den Küsten des Mittelmeers und des Atlantiks von Bordeaux und Sète (bis 1928: Cette) bis an die spanische Grenze betrieb. Neben Eisenbahnen betrieb die Gesellschaft auch Kanäle, u. a. den Canal latéral à la Garonne und den Canal du Midi, ersterer 208,5 km, letzterer 286,5 km lang.

## Geschichte

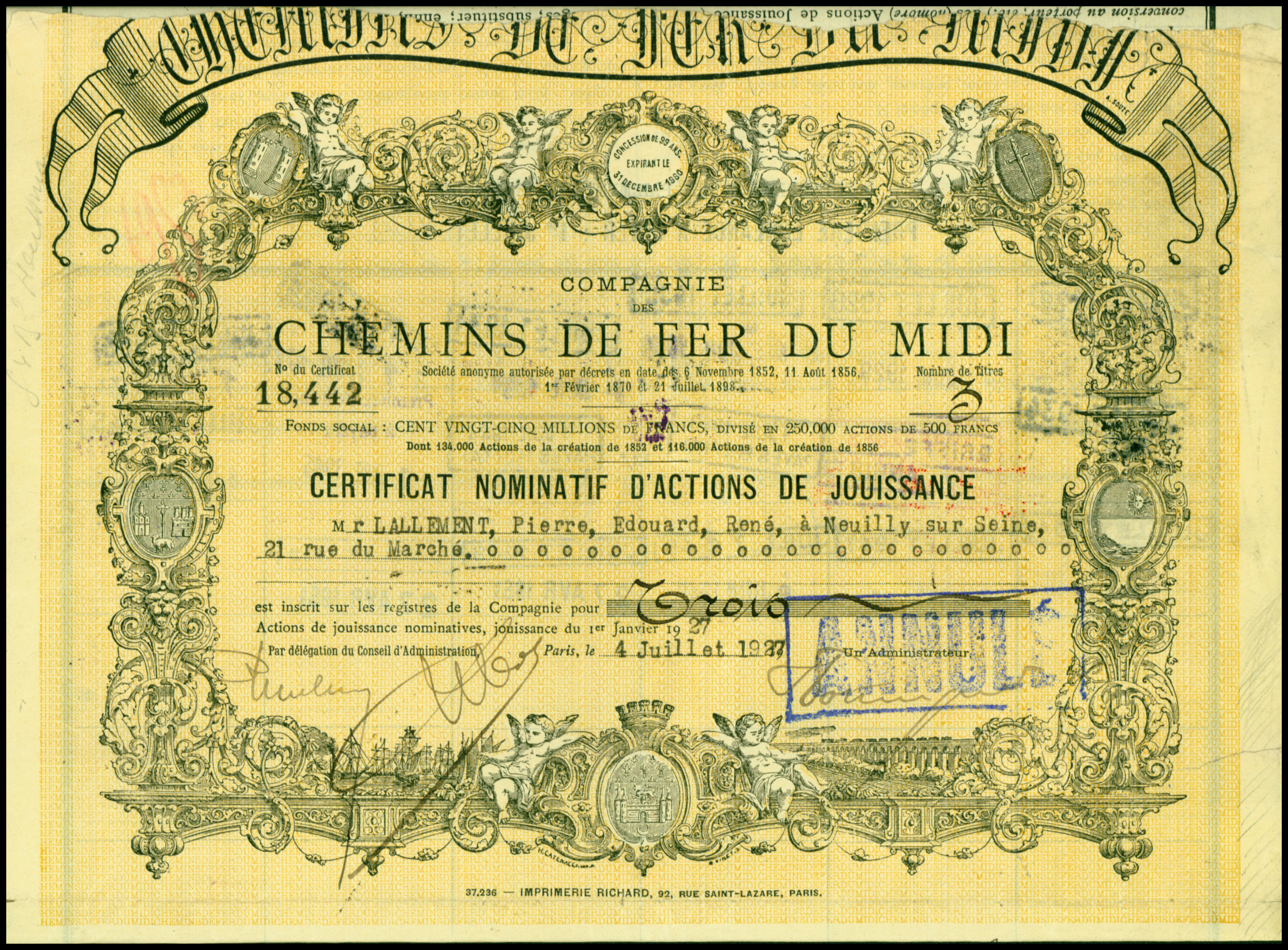
Genussschein der Compagnie des Chemins de Fer du Midi vom 4. Juli 1927

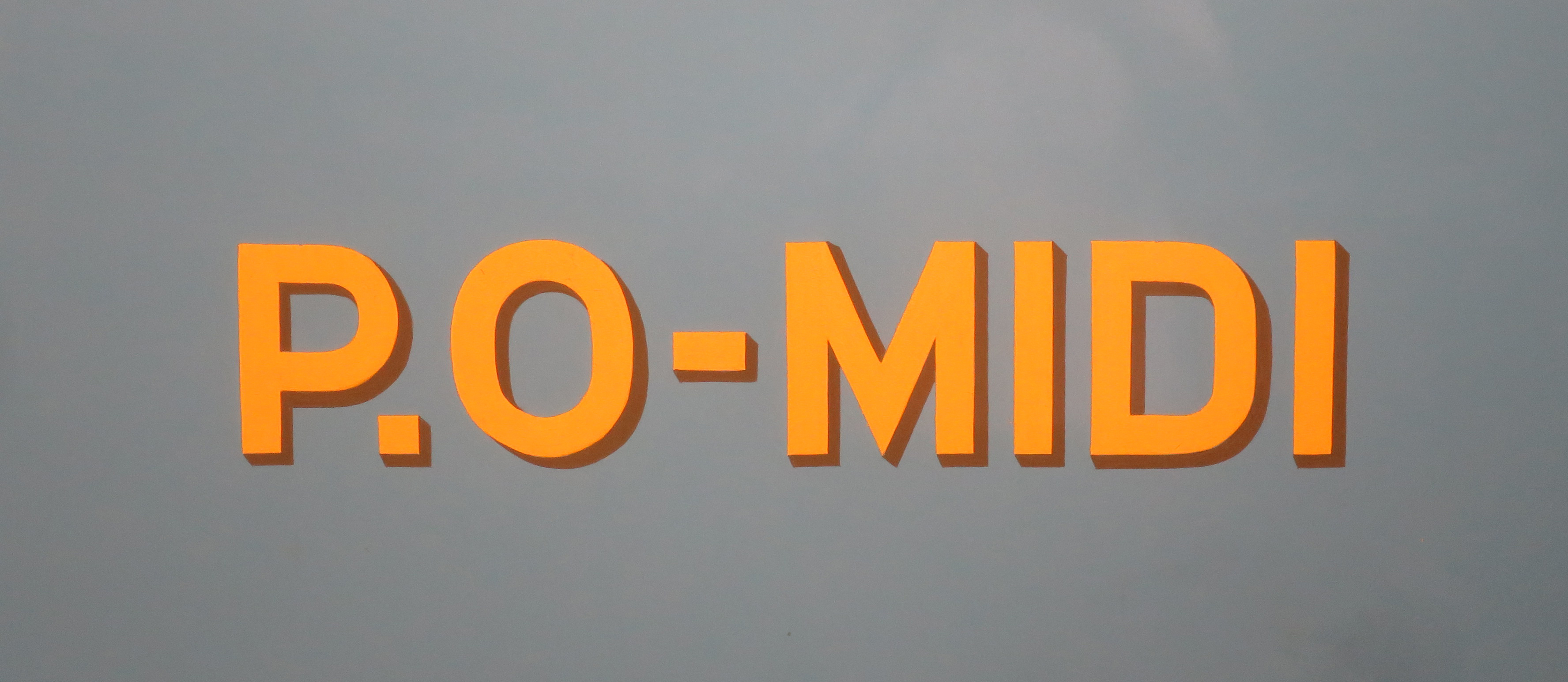
Logo nach der Vereinigung mit der P.O.

Die Midi wurde 1853 unter Übernahme von 1852 vergebenen Konzessionen für die Bahnstrecke Bordeaux–Cette (476 km, abschnittsweise 1855 bis 1857 eröffnet), Narbonne–Perpignan (63 km, eröffnet 1858) und Lamothe–Bayonne nebst Zweigstrecke nach Mont-de-Marsan (193 km, eröffnet 1855) von den Brüdern Émile und Isaac Pereire gegründet. Da die Brüder Pereire die Kontrolle über das gesamte Transportwesen zwischen dem Mittelmeer und dem Atlantik anstrebten, erwarben sie zeitgleich die Konzession für den Betrieb des Canal latéral à la Garonne. Ein wesentlicher Teil des Netzes sowie der Garonne-Seitenkanal waren unter Gewährung von Subventionen, Zinsgarantien und Zinsbürgschaften staatlich konzessioniert und gestützt.
Durch Verträge vom 30. Dezember 1858 und 11. Juni 1859 (Gesetz vom 11. Juni 1859) wurden der Midi weitere Bahnstrecken (Bayonne–Irun und Agde-Lodève) konzessioniert und das Netz in ein altes und neues geteilt. Ende 1859 betrug die Länge des konzessionierten alten Netzes 796 km, die des neuen Netzes 848 km. Weitere umfangreiche Linienkonzessionierungen folgten zwischen 1863 und 1907. Insgesamt hatte das Netz der Midi Ende 1912 eine Ausdehnung von 4080 km.
1934 fusionierte die Midi mit der Compagnie du chemin de fer de Paris à Orléans (P.O.) zur Chemin de Fer de Paris à Orléans et du Midi (PO-Midi) und bildete so bis zur Übernahme durch die Staatsbahn Société nationale des chemins de fer français (SNCF) im Jahre 1938 die größte Privatbahn in Frankreich.

## Elektrifizierung

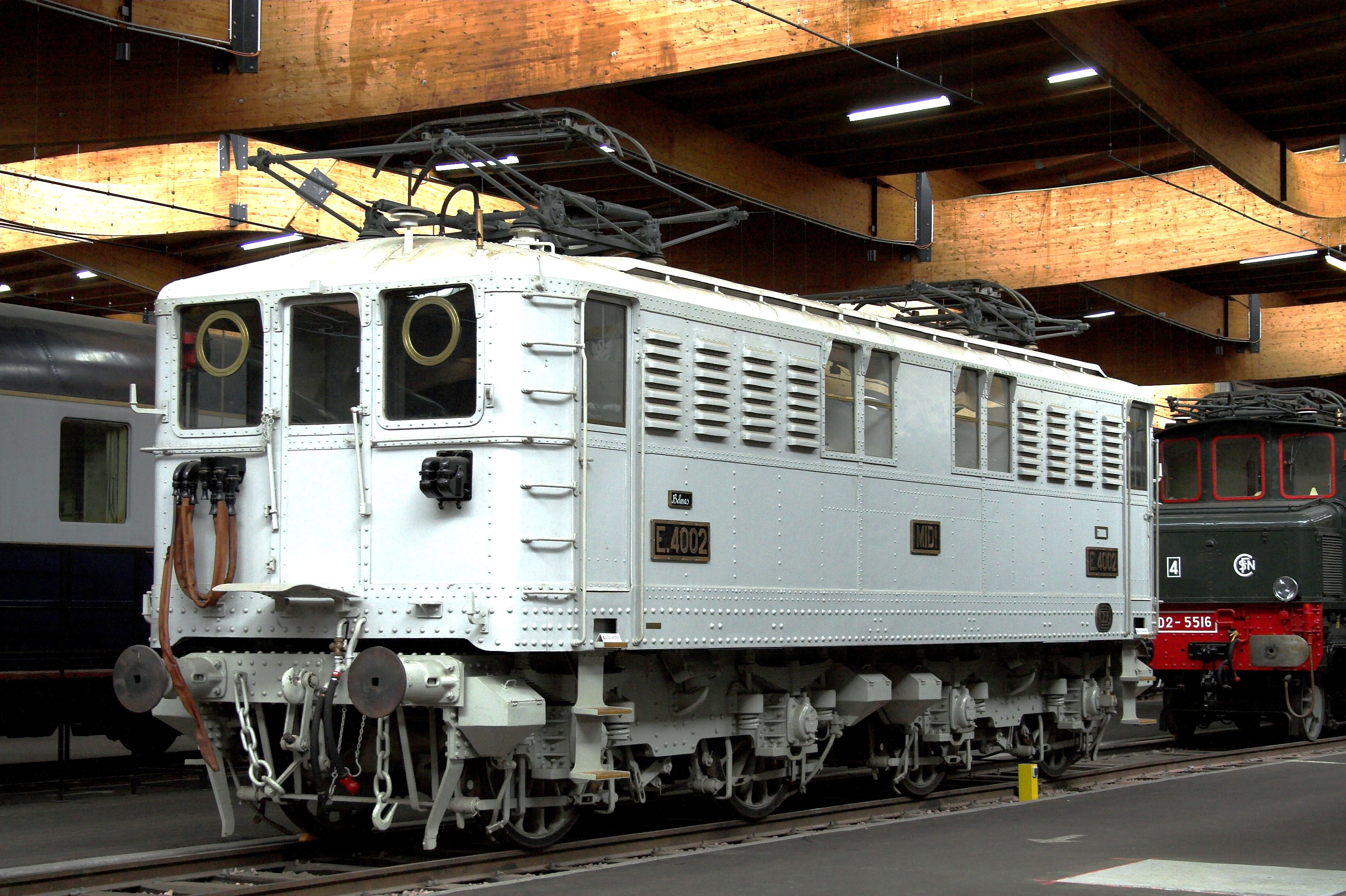
Elektrolokomotive E 4002 der Midi in der Cité du Train, dem Eisenbahnmuseum Mülhausen im Elsass

Bereits um 1909 stellte die Midi ein umfangreiches Elektrifizierungsprogramm unter Nutzung der Wasserkräfte der nördlichen Pyrenäen auf. Ähnlich wie in Deutschland entschloss man sich für Einphasenwechselstrom und Oberleitung und wählte eine Fahrleitungsspannung von 12 kV mit 16 2⁄3 Hz für folgenden Bahnstrecken:
- Perpignan–Villefranche-de-Conflent,
- Pau–Lourdes–Tarbes–Montréjeau,
- Tarbes–Bagnères-de-Bigorre und
- Lourdes–Pierrefitte.

1912 ging die Bahnstrecke Perpignan–Villefranche-de-Conflent in Betrieb und wurde zum Testlabor für die bestellten elektrischen Triebfahrzeuge.
Im Dezember 1914 wurde der elektrische Betrieb auf den beiden Stichstrecken in die Pyrenäen (Tarbes–Bagnères de Bigorre und Lourdes–Pierrefitte) mit Triebwagen aufgenommen. Zwischen Tarbes und Lourdes fuhren offensichtlich nur einzelne Züge. Für den Güterverkehr stand nur eine Lokomotive zur Verfügung. Die für die Strecke notwendige Energie wurde im Wasserkraftwerk Soulom bei Pierrefitte mit sechs Maschinensätzen von je 2600 kW erzeugt und über Fernleitungen mit einer Spannung von 60 kV zu den Unterwerken Lourdes und Tarbes übertragen. In den Unterwerken auf 12 kV transformiert, wurde die Spannung in ein nicht nachgespanntes Kettenwerk aus 100 mm² Kupferfahrdraht und 40 mm² Stahlseil eingespeist.
Nach dem Ersten Weltkrieg wurde das Einphasenwechselstromsystem aufgrund seiner Anwendung in Deutschland politisch und militärisch skeptisch betrachtet. Am 29. August 1920 ordnete die französische Regierung an, dass alle Eisenbahnen in Frankreich bei der Elektrifizierung von Strecken 1500 V Gleichspannung zu verwenden hätten. Die Midi stellte daraufhin die Abschnitte Pau–Tarbes (1922) und Tarbes-Montréjeau (1923) auf das neue System um. Zwischen Perpignan und Villefranche-de-Conflent wurde das bisherige System beibehalten. Neu und gleich mit Gleichspannung elektrifiziert wurden die folgenden Strecken:
- 1924 Montréjeau–Toulouse
- 1925 Puyoô–Pau
- 1927 Bordeaux–Dax
- 1928 Dax–Hendaye
- 1929 Hendaye–Irun
- 1930 Bayonne–Puyoô

Die Strecken Montauban–Toulouse und Toulouse–Sète wurden 1935 erst nach dem Zusammenschluss der Midi mit der P.O. zur PO-Midi unter Spannung gesetzt.

## Fahrzeuge
Am 31. Dezember 1884 war die Midi im Besitz von 707 Dampflokomotiven, 1959 Personen- und 21 307 Güterwagen.

### Dampflokomotiven

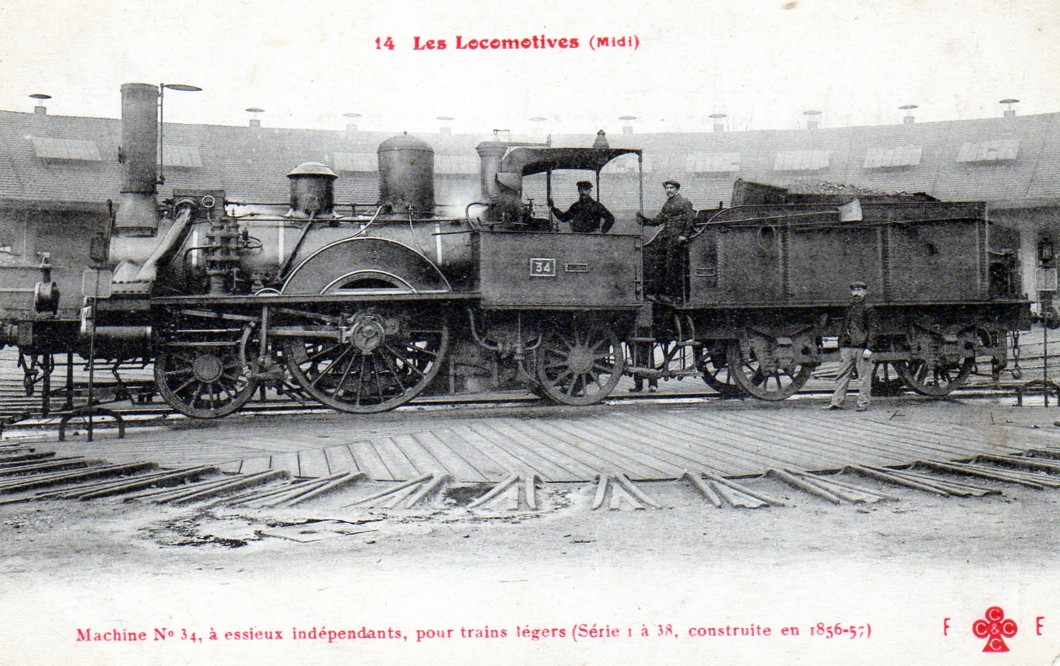
Lok 34 im Betriebswerk Bordeaux (um 1895)
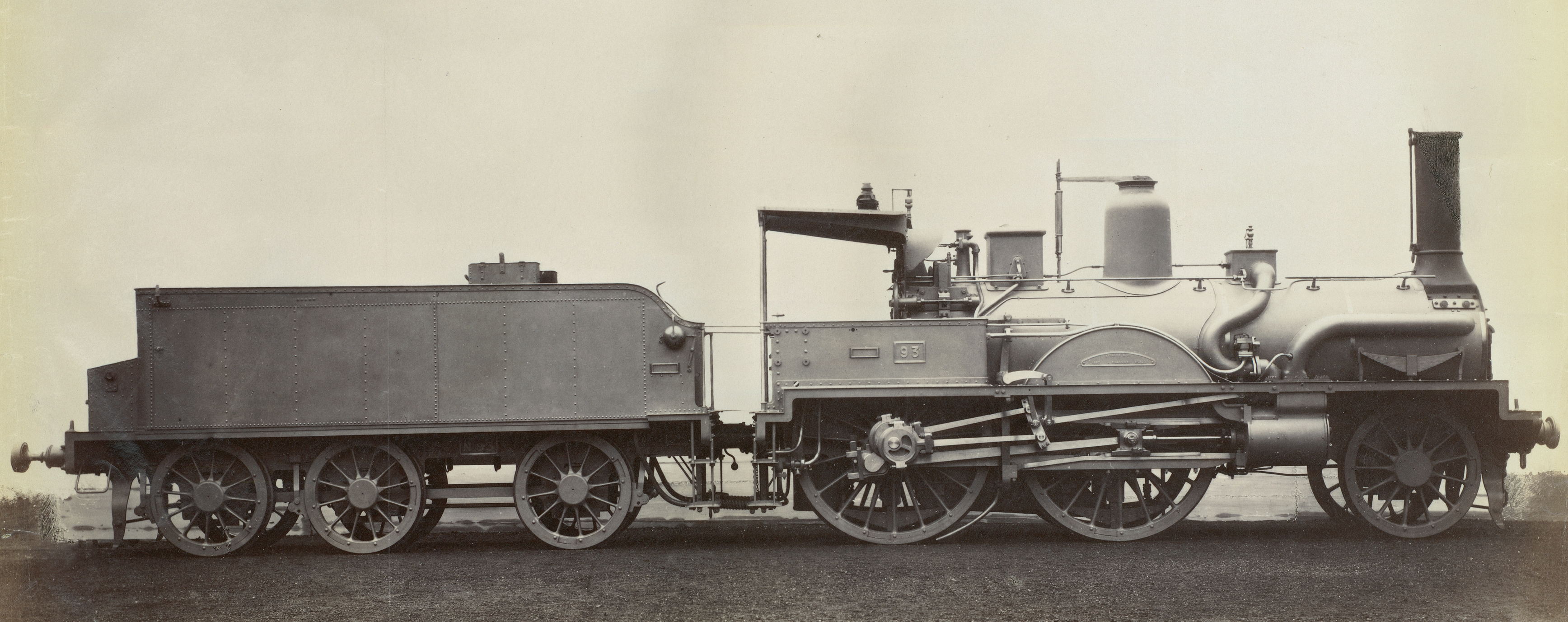
Lokomotive 93 der Reihe 51–95 (1882)
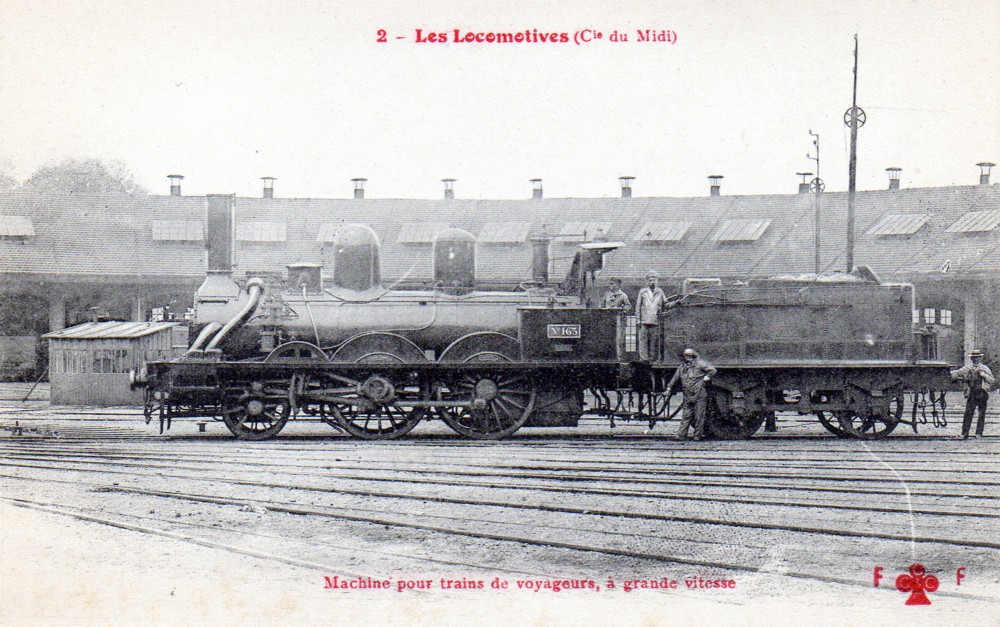
Schnellzuglokomotive 163 (1895)
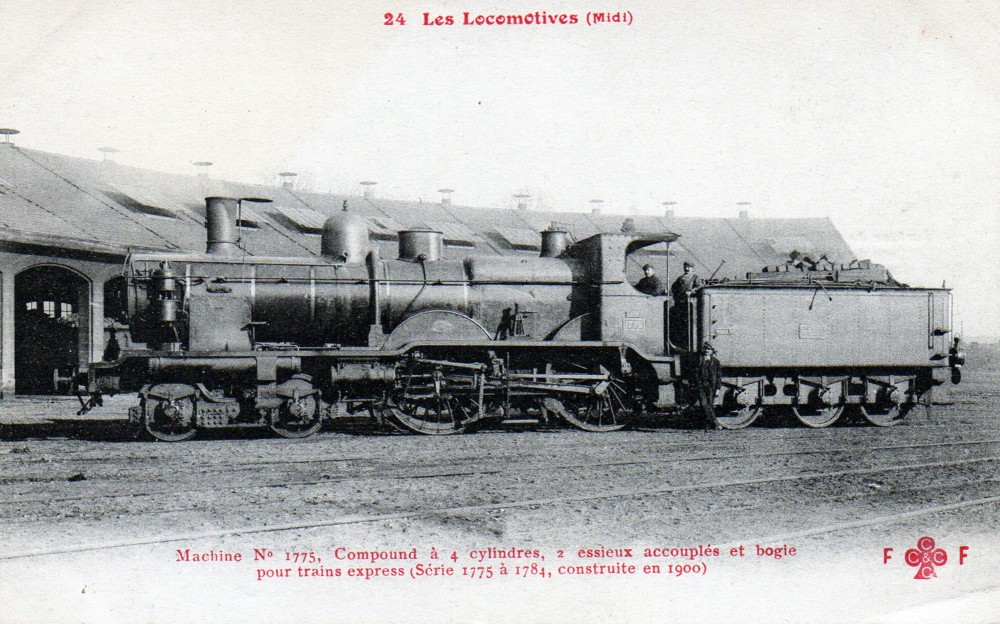
Vierzylinder-Verbundlok 1775 (1905)

### Elektrische Triebfahrzeuge
Für den elektrischen Betrieb mit 12 kV und 16 2⁄3 Hz wurden sechs Prototypen elektrischer Lokomotiven der Achsfolge 1’C1’ bei verschiedenen Herstellern bestellt:
- E 3001 bei Thomson und General Electric,
- E 3101 bei AEG und Henschel,
- E 3201 bei Westinghouse,
- E 3301 bei Brown-Boveri und Schweizerische Lokomotiv- und Maschinenfabrik (SLM) in Winterthur, die spätere SBB Be 2/5 11001,
- E 3401 bei Ateliers du Nord und l'Est spätere Jeumont-Schneider und
- E 3501 bei Schneider.

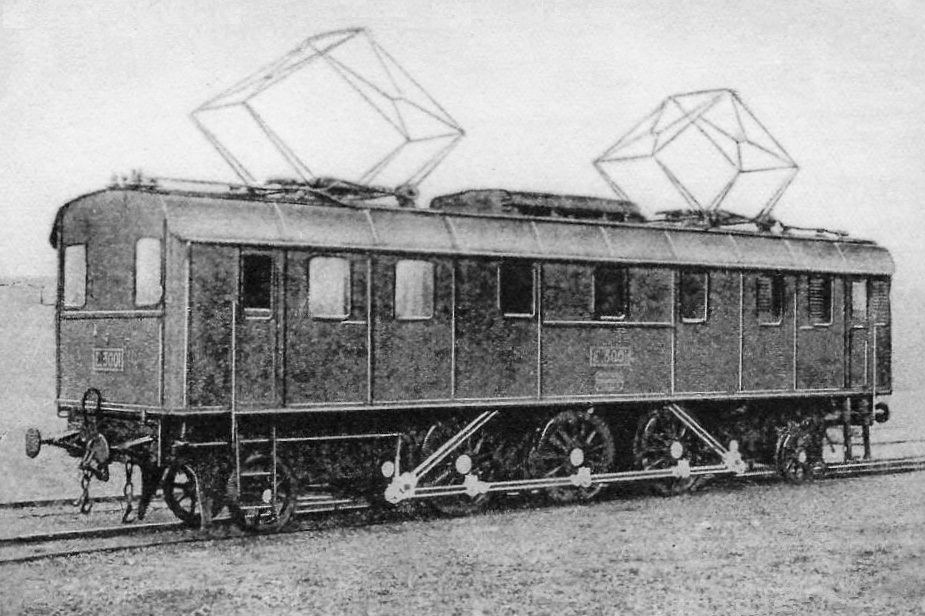
Midi E 3001
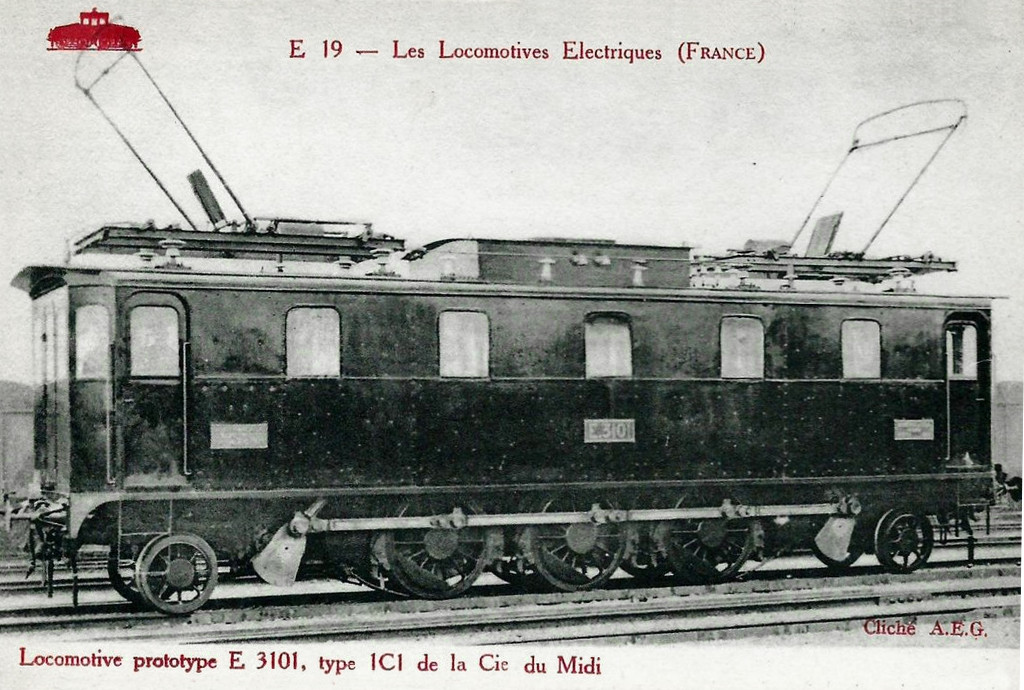
Midi E 3101 noch mit AEG-Stromabnehmern anlässlich von Testfahrten in Bitterfeld
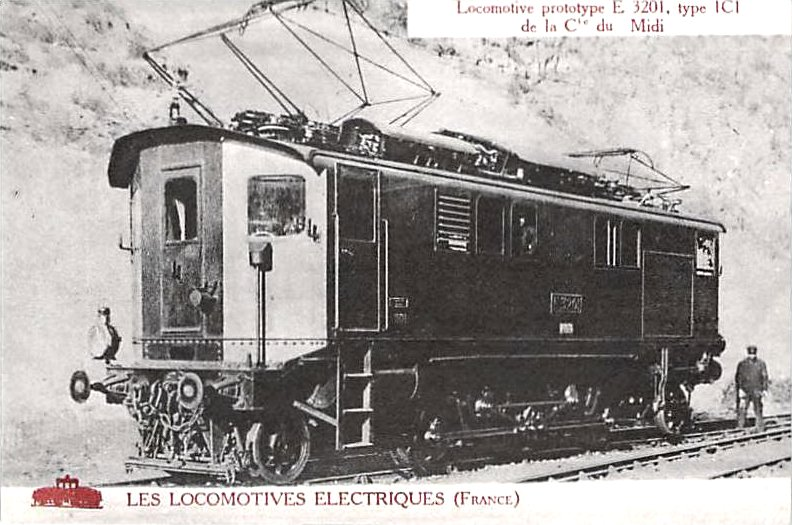
Midi E 3201
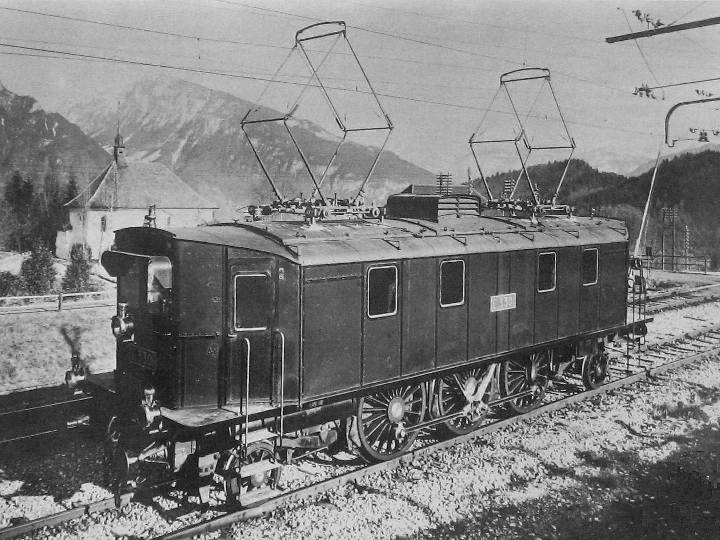
Midi E 3301, die spätere Be 2/5 11001 der SBB

Von den Lokomotiven wurden nur die E 3010, E 3201 und E 3401 übernommen, wobei sich nur die E 3201, spätere SNCF-Baureihe 1C1 3900, bewährte. Die Lokomotive stand bis 1959 auf der Strecke Perpignan–Villefranche-de-Conflent in Betrieb. Die beiden anderen Lokomotiven wurden Ende der 1920er Jahre ausgemustert.
Die E 3101 wurde auf der Strecke Dessau–Bitterfeld zwischen März und August 1911 im Rahmen von Testfahrten eingesetzt. Die bereits mit einer Nutzbremse ausgestattete Lok konnte jedoch nur bedingt erprobt werden, da es im mitteldeutschen Flachland keine nennenswerten Gefällestrecken gibt. Die Lokomotive wurde von der Chemin de Fer du Midi jedoch nicht übernommen und an die AEG zurückgegeben. Über den Verbleib ist bisher nichts bekannt.

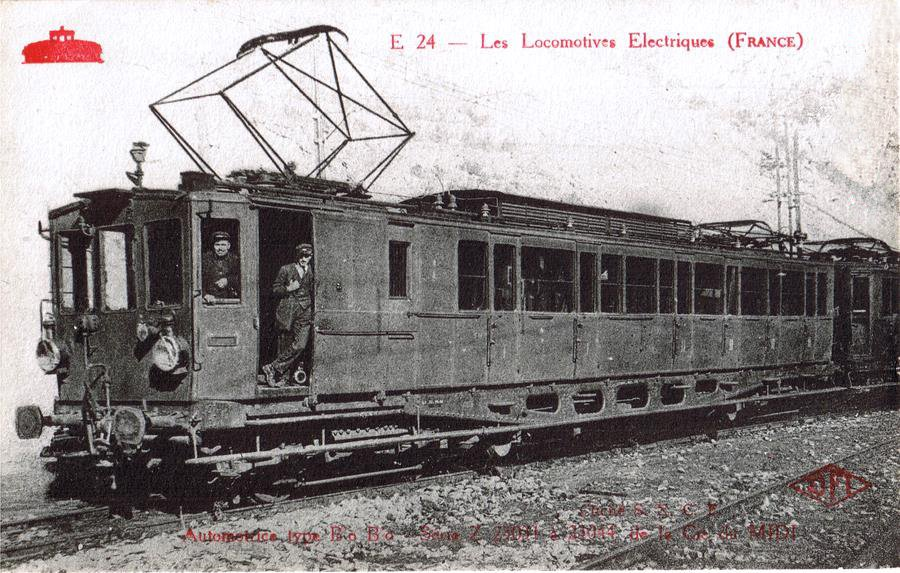
Midi-Triebwagen (E ABD 1 bis 30)

Weiterhin wurden 30 Triebwagen mit Gepäckabteil für den Reiseverkehr bei Dyle & Bacalan, Brill, Westinghouse beschafft, denen normale Reisezugwagen beigestellt wurden. Der E 2 wurde 1920 bei einem Brand zerstört und ausgemustert. Nachdem Anfang der 1920er Jahre die Umstellung der Midi-Strecken auf Gleichspannung begonnen hatte, wurde ein Teil der Fahrzeuge auf das neue System umgebaut.
- Die E 1, E 3 bis E 14 und E 16, in Z 23031 bis Z 23044 umbezeichnet, standen auf der Strecke Perpignan–Villefranche-de-Conflent bis 1971 als SNCF-Baureihe Z 4900 in Betrieb. Nach Ausmusterung der einzigen Ellok 1C1 3901 (E 3201) im Jahr 1959 übernehmen die Triebwagen auch den Güterverkehr.
- Von den E 15 und E 17 bis 30 wurden 1919 zwei Fahrzeuge bei SAAS, umgangssprachlich Sécheron, für die SBB und alle übrigen ab 1920 auf Gleichspannung von 1500 V umgebaut. Als Z 23051 bis Z 23063 bezeichnet standen sie als spätere SNCF-Baureihe Z 4500 bis 1962 beim Depot Tarbes in Betrieb.

### Personen- und Güterwagen

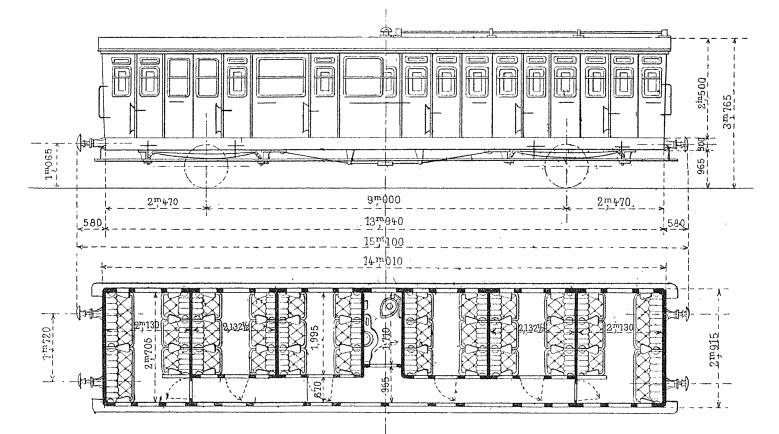
Der 1899 gebaute Personenwagen 1. Klasse AAz 602
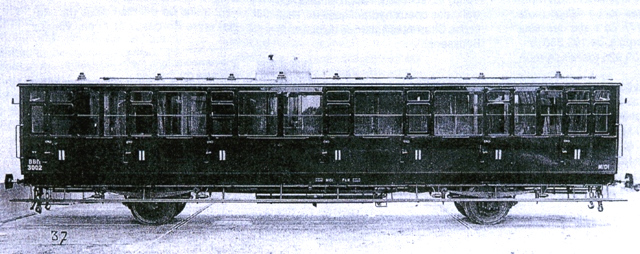
Ein 1906 gebauter Personenwagen 2. Klasse der Baureihe BBzfi 3001–3050
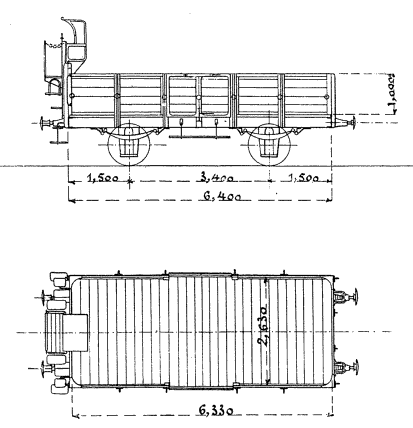
Offener Güterwagen der Baureihe Ufr 1874–2553
Flachwagen der Baureihe Hfr 68001–69250